# Raión de Uspénskoye
El raión de Uspénskoye (del ruso: Успенский район) es uno de los treinta y siete raiones en los que se divide el krai de Krasnodar, en Rusia. Está situado en la zona oriental del krai. Limita al sur con el raión de Otrádnaya, al oeste con el ókrug urbano de Armavir y el raión de Novokubansk, con el que también limita al norte, al este con el raión de Shpaka y el raión de Kochubéyevskoye del krai de Stávropol. Tenía 41.500 habitantes en 2010 y tiene una superficie de 1.129 km². Su centro administrativo es Uspénskoye.
El raión se halla en las llanuras que rodean al río Kubán, que atraviesa el distrito de este a noroeste, y al río Urup, afluente del anterior, que forma su frontera al suroeste.

## Historia
El raión fue establecido el 2 de junio de 1924 como parte del ókrug de Armavir del óblast del Sudeste, sobre el territorio del anterior otdel de Armavir del óblast de Kubán-Mar Negro. Inicialmente estaba formado por 24 selsoviets: Bratsko-Opochinovski, Vrevski, Galytsinski, Gusarovski, Západni, Yegorlykski, Karamurzinski, Konokovski, Kurgokovski, Livonski, Malaminski, Márinski, Nadzornenski, Nikoláyevski, Novokavkazski, Ovechkovski, Panteleimonovski, Piskunovski, Soyuz Yuzhnij Jutorov, Triójselski, Ubézhenskaya, Urupski y Uspenski. El 16 de noviembre de ese año pasó a formar parte del krai del Cáucaso Norte.
El 6 de noviembre de 1929 el raión fue disuelto y su territorio dividido entre los raiones de Armavir, Otrádnaya y Nevinnomysk hasta el 31 de diciembre de 1934, en que fue restablecido. El 13 de septiembre de 1937, con la creación del krai de Krasnodar pasó a formar parte de su composición. Entre el 28 de abril de 1962 y el 21 de febrero de 1975 fue nuevamente disuelto e integrado en el raión de Novokubansk. En 1993 se anularon los selsoviets y en 2005 se decidió la división en 10 municipios rurales.

## Demografía

### Evolución demográfica
| Año  | Población |
| ---- | --------- |
| 1959 | 25 859    |
| 1970 | 34 923    |
| 1979 | 36 055    |
| 1989 | 36 697    |
| 2002 | 40 873    |
| 2009 | 41 422    |

### Nacionalidades
De los 40.873 habitantes que tenía en 2002, el 78,27 % era de etnia rusa, el 7,86 % de etnia adigué, el 4,87 % de etnia armenia, el 2,22 % de etnia ucraniana, el 1,55 % de etnia griega, el 0,93 % de etnia gitana, el 0,63 % de etnia alemana, el 0,52 % de etnia bielorrusa y el 0,32 % de otras nacionalidades.

## División administrativa
El raión está dividido en 10 municipios rurales, que engloban 32 localidades.
| Municipios de tipo rural       | Poblaciones* |
| ------------------------------ | --- |
| Municipio urbano Vesiólovskye  | - jútor Vesioli - posiólok Lesnói - jútor Prioziorni - jútor Seredinski                                                    |
| Municipio rural Vólnenskoye    | - seló Vólnoye - posiólok Divni - posiólok Zarechni - seló Márino                                                          |
| Municipio rural Konokovskoye   | - seló Konokovo |
| Municipio rural Kurgokovskoye  | - aul Kurgokovski |
| Municipio rural Malaminskoye   | - seló Malamino - jútor Volnost - jútor Kars - jútor Pervokubanski                                                         |
| Municipio rural Nikoláyevskoye | - stanitsa Nikoláyevskaya                                                                                                  |
| Municipio rural Triojsélskoye  | - seló Triójselskoye - jútor Vorónezhski - jútor Novourupskoye - seló Panteleimonovskoye                                   |
| Municipio rural Ubezhenskoye   | - stanitsa Ubezhenskaya - jútor Derzhavni - jútor Západni - jútor Novenki                                                  |
| Municipio rural Urupskoye      | - aul Urupski - aul Konokovski                                                                                             |
| Municipio rural Uspénskoye     | - seló Uspénskoye - posiólok Michúrinski - jútor Ukrainski - jútor Podkovski - jútor Lok - jútor Beletski - jútor Uspenski |

*Los centros administrativos están resaltados en negrita.

## Economía y transporte
La actividad económica de la región está representada en un 46 % por los trabajos agrícolas, en un 41 % por la industria, en un 11 % por la industria y en un 1 % por la construcción.
Por el raión pasa el ferrocarril del Cáucaso Norte y la carretera federal M29 Pávlovskaya-frontera azerí.